# Cuffy
Cuffy o Kofi (fallecido en 1763), fue líder de un levantamiento de esclavos en 1763 en la colonia holandesa de Berbice, hoy Guyana. Por esta razón es considerado el héroe nacional de esa nación septentrional de Sudamérica.

## Biografía
Cuffy, del pueblo akan (en África Occidental) fue esclavizado y vendido a la colonia neerlandesa de Berbice en la actual Guyana siendo muy niño. Creció en Lilienburg, una plantación del río Canje como esclavo doméstico entrenado en la construcción de toneles.

## La revolución de esclavos
Un levantamiento de esclavos estalló en la plantación Magdalenenburg, en el alto Canje en febrero de 1763 y bien pronto se movilizó hacia las plantaciones vecinas atacando a los dueños. Cuando el gobernador Van Hogenheim envió asistencia militar a la región, los rebeldes ya habían alcanzado el río Berbice y se movilizaban rápidamente hacia la capital colonial, Fort Nassau. Se apropiaron de la pólvora y armas de las plantaciones atacadas.
Para el 3 de marzo eran ya 500 los rebeldes liderados por Cosala, cuando trataron de apropiarse de la fábrica de ladrillos en donde numerosos colonos blancos se refugiaron. Sitiaron el lugar por días y por fin hicieron un trato con los atrincherados de dejarlos salir para huir del lugar por el río, sin embargo, en cuanto los blancos salieron, los rebeldes mataron a muchos de ellos y a otros los hicieron prisioneros. Entre los prisioneros estaba la hija de diecinueve años del dueño de la plantación de Bearestyn, la cual fue tomada por Cuffy como su esposa.
Cuffy fue pronto aceptado por todos los rebeldes como su principal líder y se declaró gobernador de Berbice. Entonces nombró a Akara su encargado de los asuntos militares y trató de poner el orden en las tropas. Organizaron un sistema de trabajo agrario para proveer de alimentos a la población.

## Decadencia de la rebelión
Al intentar poner orden entre las tropas, Cuffy se encontró bien pronto con dificultades entre su misma gente. Para muchos, la liberación significaba en sentido estricto estar libre de hacer lo que se quisiera e ir a cualquier lugar. Algunos grupos se dedicaron a robar en las plantaciones, emborracharse con ron y vestirse como los europeos.
Por su parte, el exgobernador Van Hoogenheim, quien en un consejo había decidido que los europeos abandonaran la colonia perdida, cambió de opinión y se propuso retomarla. Akara dirigió tres ataques infructuosos a sus posiciones sin consenso con Cuffy, lo que empezaría a distanciar a los dos líderes. Cuando Cuffy se enteró de los ataques, envió una carta a Van Hoogenheim datada el 2 de abril de 1763 en donde le decía que los africanos no querían una guerra contra los europeos y le proponía la partición de Berbice en dos: la parte septentrional costera para los blancos y la parte sur del interior para los negros. Van Hoogenheim mantuvo entonces una correspondencia con Cuffy con el ánimo de dilatar el tiempo, mientras pedía ayuda a las colonias vecinas. Cuando Cuffy perdió la paciencia, lanzó un gran ataque a éste el 13 de mayo, pero significó la primera gran derrota de los rebeldes, lo cual acrecentó rápidamente las divisiones entre ellos. Comenzaron a surgir disputas tribales y Akara encabezó una facción opuesta a Cuffy, que llevó a una auténtica guerra civil en la cual la facción de Cuffy fue derrotada. Derrotado Cuffy, decidió el suicidio y la rebelión quedó en manos de Akara que fue rápidamente derrotado por una gran reacción militar europea.

## Héroe nacional
El 23 de febrero, aniversario del Levantamiento de los Esclavos de Berbice, es desde 1970 el día de la fiesta nacional en Guyana. Una estatua de Cuffy, considerado héroe nacional, honra su nombre en la Plaza de la Revolución de la ciudad capital de Georgetown.